# Kröslin
Kröslin er en by og kommune i det nordøstlige Tyskland, beliggende i Amt Lubmin i den nordvestlige del af Landkreis Vorpommern-Greifswald. Landkreis Vorpommern-Greifswald ligger i delstaten Mecklenburg-Vorpommern.

## Geografi
Kommunen Kröslin grænser mod øst op til Peenestrom. Mod syd og vest ligger kommunerne Rubenow og Lubmin og mod nord bugten Greifswalder Bodden.
Til kommunen hører øerne Greifswalder Oie i Østersøen, Ruden ud for Peenestroms udmunding samt Dänholm, Großer, Kleiner Wotig og Großer Rohrplan i Peenestrom. Store dele af kommunen – blandt andet øerne – er fredet som Naturschutzgebiete. Hele kommunens område er en del af Naturpark Insel Usedom. Kommunens højeste punkt på 22,2 moh. er beliggende sydøst for Kröslin ved gamle Peene.
I kommunen ligger ud over Kröslin, landsbyerne:
- Freest
- Hollendorf
- Karrin
- Spandowerhagen

## Eksterne kilder og henvisninger
- Wikimedia Commons har flere filer relateret til Kröslin
- Kommunens websted
- Befolkningsstatistik mm (Webside ikke længere tilgængelig)